# Château de Troissereux
Le château de Troissereux est un château de style Renaissance sur la commune de Troissereux dans l’Oise , région Hauts-de-France. Il a été construit principalement aux XVe siècle et XVIe siècles. L'édifice bénéficie d'un premier classement aux monuments historiques dès 1983. Il est ouvert au public.

## Histoire
Les différents composants du château et de son domaine ont été classés ou inscrits successivement aux monuments historiques. Le premier arrêté de protection du 25 février 1983 porte sur un classement de son portail, de ses façades et toitures, de sa cour, ses douves et ses plans d'eau. Il porte également sur une inscription du grand escalier et de l'escalier à vis dans la tour, ainsi que sur le grand salon et la salle à manger avec leur décor au rez-de-chaussée. Ensuite, le parc avec tous ses éléments est à la fois classé (1983) et inscrit par arrêté du 10 avril 1992. Finalement, de divers éléments de l'ancien domaine non encore classés sont inscrits par arrêté du 23 septembre 2003, dont notamment les nombreuses installations hydrauliques, le canal aux deux tiers bouché et les parties des plans d'eau qui ne sont pas encore classées.

## Architecture
Le château est construit en briques et calcaire blanc dans le style Renaissance, en forme de L constitué par une aile principale, une aile basse (galerie) et une tour dite la Tour du Temps qui abrite un escalier à vis en brique, ainsi qu’une horloge médiévale classée monument historique et porte au sommet une girouette astrale.

## Le parc
Le château est entouré d'un parc de 12 hectares créé au XVIe siècle, lui aussi classé monument historique. Il est attribué à Bernard Palissy. Il abrite un arboretum contenant 45 espèces d'arbres et arbustes. Le parc est doté de douves, d’un grand canal de 330 m de long et d'un petit canal. Il serait peut être le seul exemple de « jardin protestant » proposé par Palissy.
Il s’y trouve une variété de platanes âgés entre 150 et 400 ans, des cyprès chauves plantés en 1786. Ce parc constitue une réserve ornithologique naturelle pour de nombreux oiseaux sauvages en liberté telles que des hérons, cygnes, oies, martins-pêcheurs. Il est un lieu de passage de nombreux oiseaux migrateurs.

## Visite
De nombreuses salles de l’aile principale sont ouvertes à la visite : Salle à manger, bibliothèque, chambre, boudoir, salon, l’escalier d’apparat. Des nombreux travaux de restauration ont été faits pour les intérieurs en 1791.

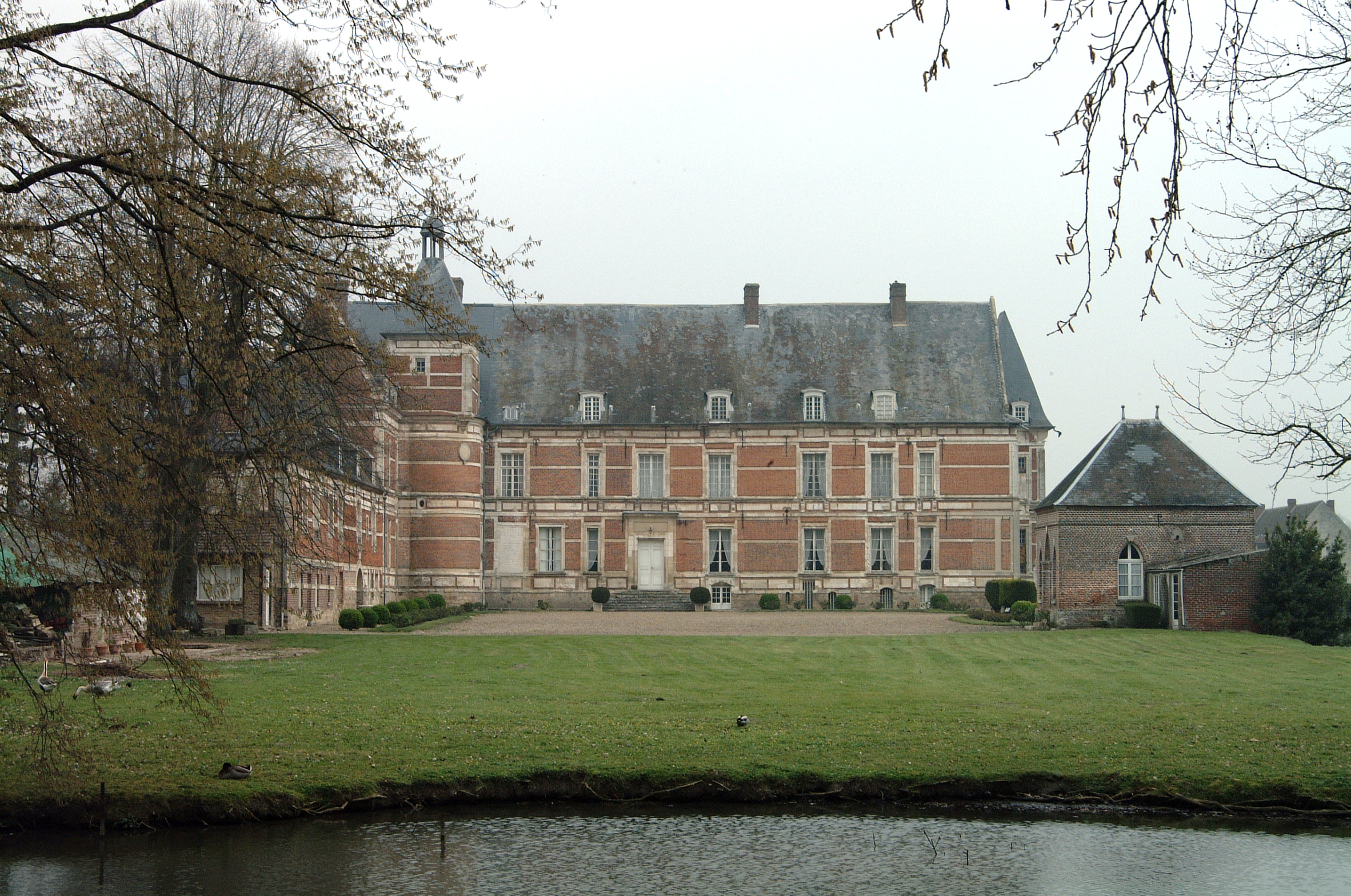
Façade principale
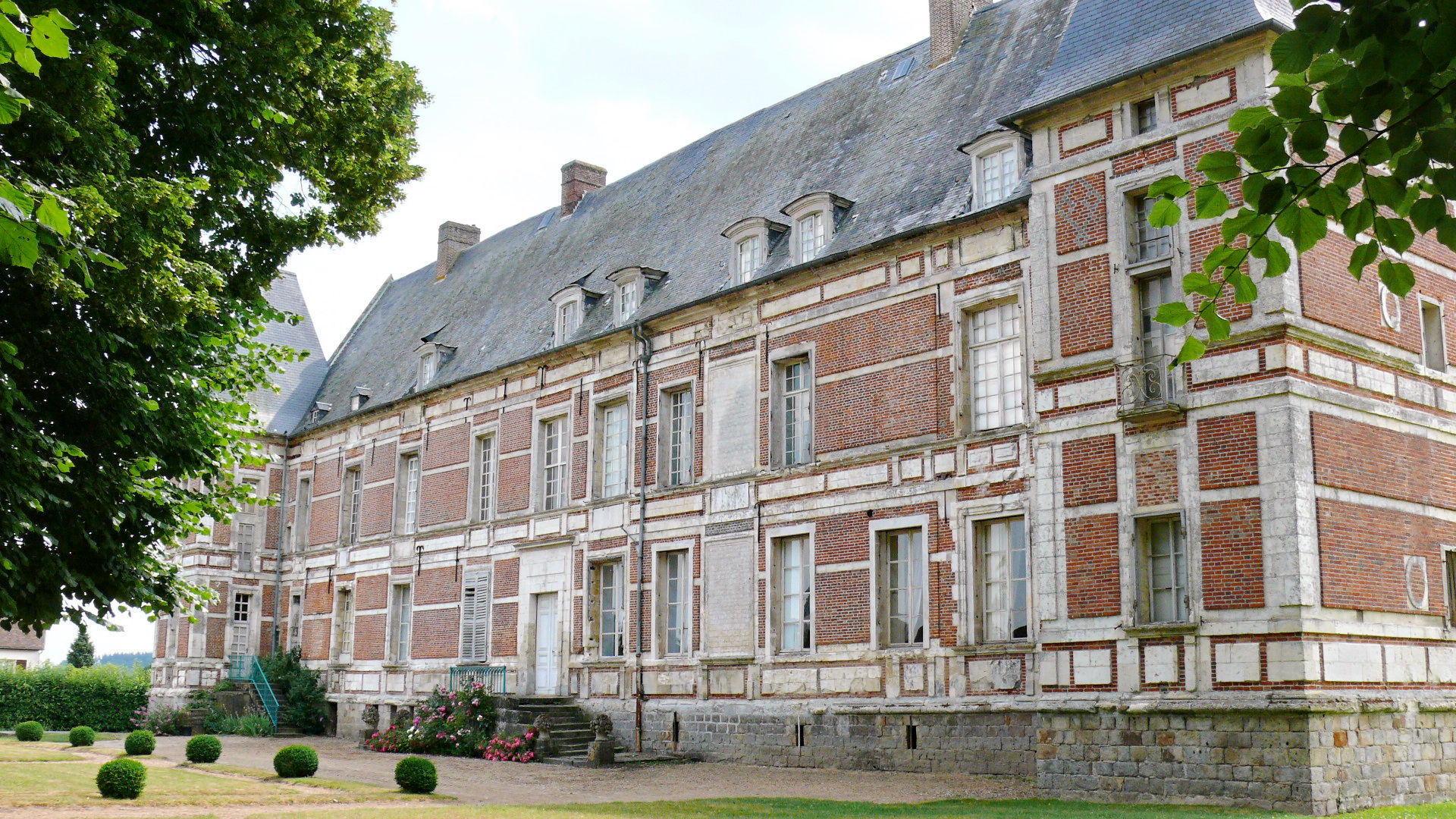
Façade arrière du corps principal du château
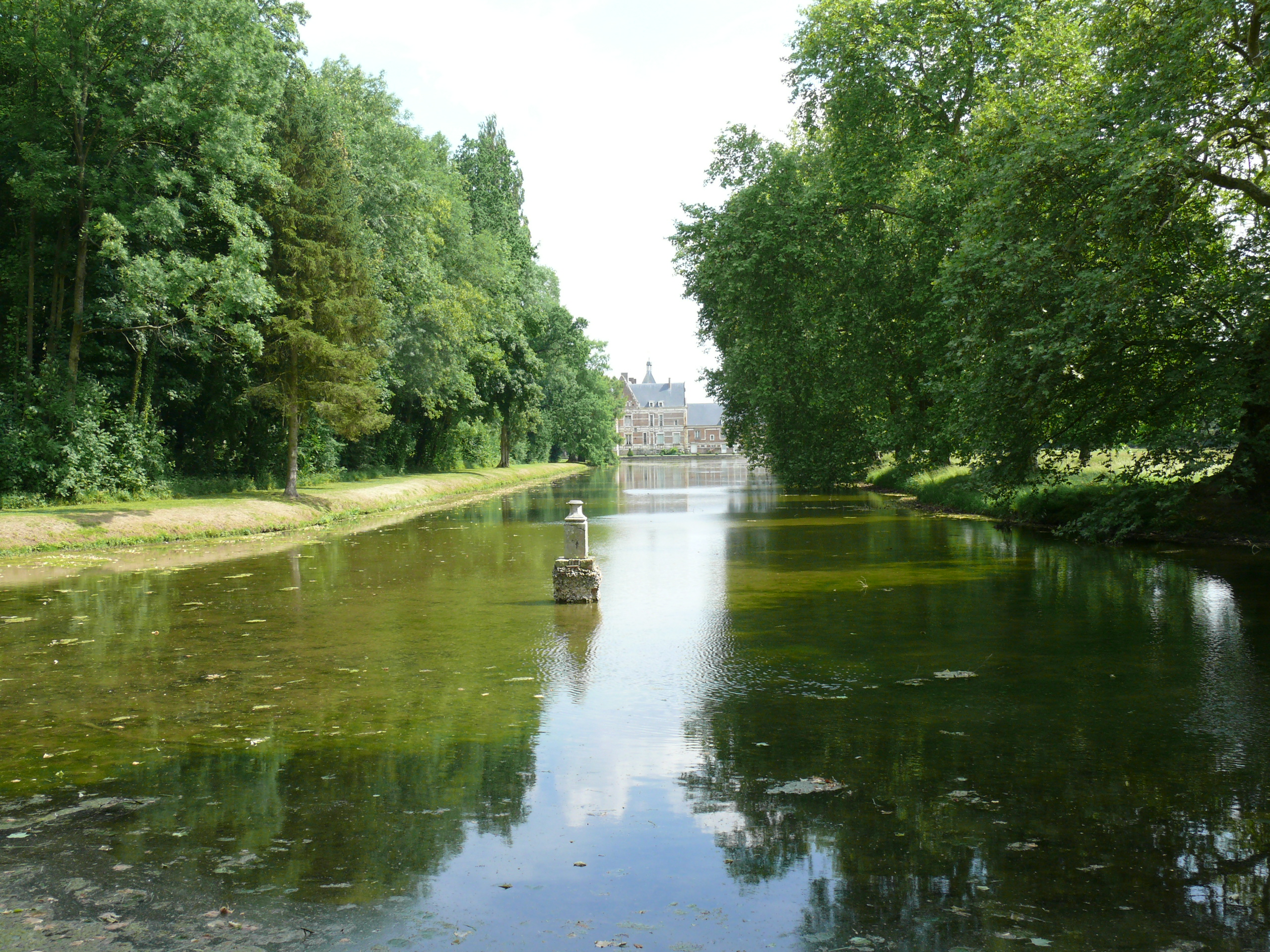
Le Grand canal, et, au fond, le château
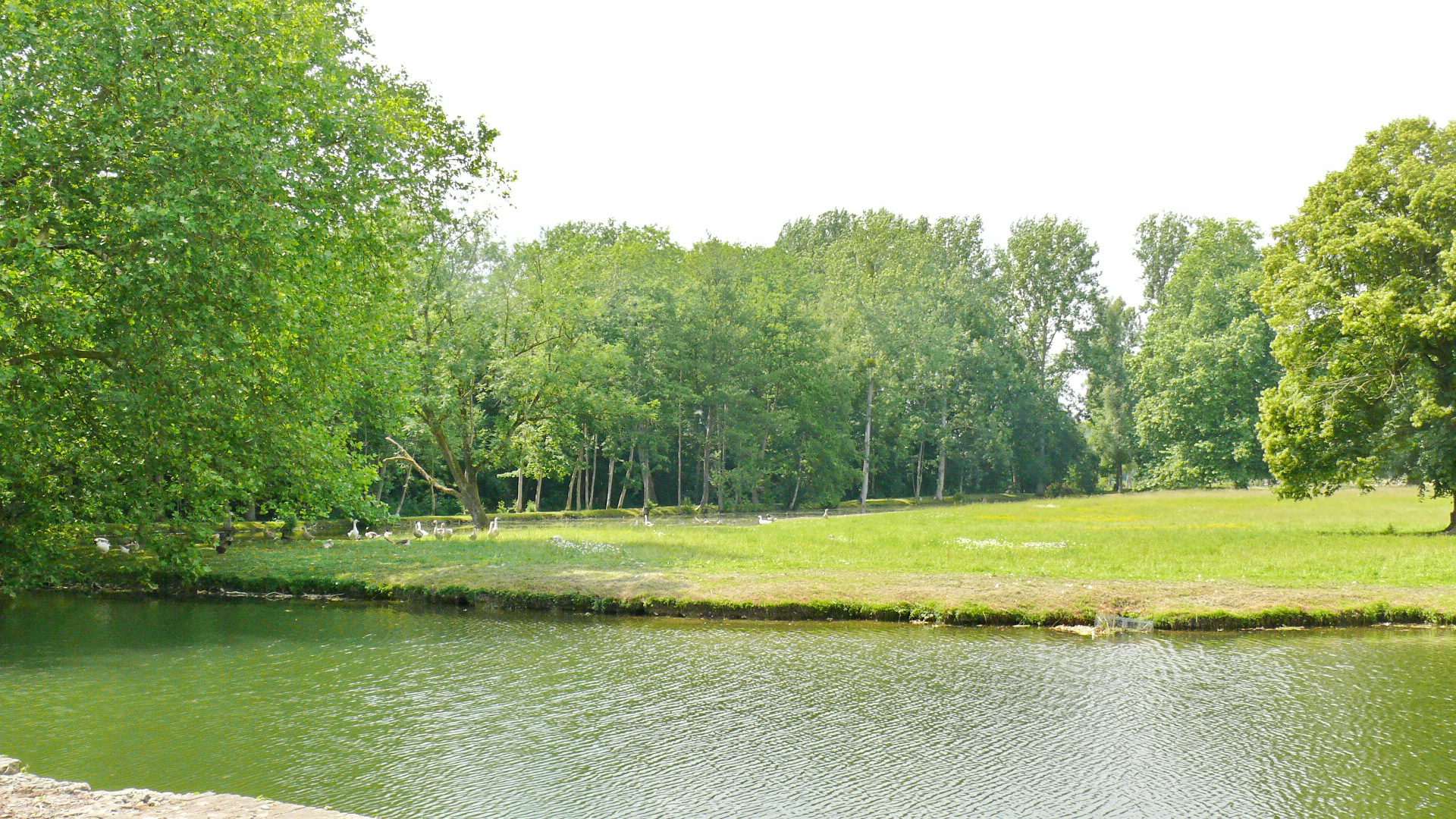
Le jardin et le plan d'eau. On y distingue de nombreux oiseaux migrateurs qui y nichent.